# 龙蟠乡
龙蟠乡，是中华人民共和国云南省丽江市玉龙纳西族自治县下辖的一个乡镇级行政单位。

## 行政区划
龙蟠乡下辖以下地区：
龙蟠村、新联村、鲁南村、星明村、新尚村和兴文村。